# Hans Wiegand
Johann „Hans“ Wiegand (* 1890 in Merseburg, Provinz Sachsen; † Februar 1915 an der Westfront) war ein deutscher Porträt-, Genre-, Interieur- und Landschaftsmaler der Düsseldorfer Schule.

## Leben
Wiegand war Privatschüler des Düsseldorfer Tiermalers Adolf Lins. Mit seinem Meister sowie dessen Kollegen und weiteren Schülern, unter ihnen Emil Beithan, Hans Bremer, Arno Drescher, Franz Eichhorst, Hugo Mühlig und Ernst Wichert, war er 1910/1911 Mitglied der Willingshäuser Malerkolonie in Röllshausen.